# ليو سيويل
ليو سيويل (بالإنجليزية: Leo Sewell)‏ هو فنان أمريكي، ولد في 7 سبتمبر 1945 في أنابولس في الولايات المتحدة.